# Districtul Sai Noi
Sai Noi (în thailandeză ไทรน้อย) este un district (Amphoe) din provincia Nonthaburi, Thailanda, cu o populație de 55.000 de locuitori și o suprafață de 186,0 km².

## Componență
Districtul este subdivizat în 7 subdistricte (tambon), care sunt subdivizate în 68 de sate (muban).
| Nr. | Nume            | În thailandeză | Sate | Locuitori |
| --- | --------------- | -------------- | ---- | --------- |
| 1.  | Sai Noi         | ไทรน้อย         | 11   | 19,088    |
| 2.  | Rat Niyom       | ราษฎร์นิยม       | 08   | 06,223    |
| 3.  | Nong Phrao Ngai | หนองเพรางาย    | 12   | 06,664    |
| 4.  | Sai Yai         | ไทรใหญ่         | 11   | 06,260    |
| 5.  | Khun Si         | ขุนศรี           | 08   | 04,740    |
| 6.  | Khlong Khwang   | คลองขวาง       | 10   | 05,413    |
| 7.  | Thawi Watthana  | ทวีวัฒนา         | 08   | 06,612    |